# Malý Rozsutec
De bergpiek Malý Rozsutec is gelegen in de bergketen Krivánska Malá Fatra, onderdeel van de Kleine Fatra in Slowakije. De berg heeft een hoogte van 1.344 meter.
De Malý Rozsutec is het gemakkelijkst te bereiken vanuit de dorpen Biely Potok en Štefanová.
- Vanuit Biely Potok kan de blauwe route genomen worden richting de bergpas Sedlo Miedzirozsutce, via de kloven en watervallen Nové Diery, Dolné Diery en Horné Diery. Vanuit Sedlo Miedzirozsutce neemt men de afslag richting de rode wandelroute die leidt naar de Malý Rozsutec.[1]
- Vanuit Štefanová kan de gele route genomen worden naar het kruispunt Podžiar. Van hieruit kan dezelfde blauwe route gevolgd worden als de route vanuit Biely Potok en loopt via de waterval Horné Diery naar de bergpas Sedlo Miedzirozsutce. Van hieruit neemt men de rode route naar de Malý Rozsutec.[1]

## Galerij

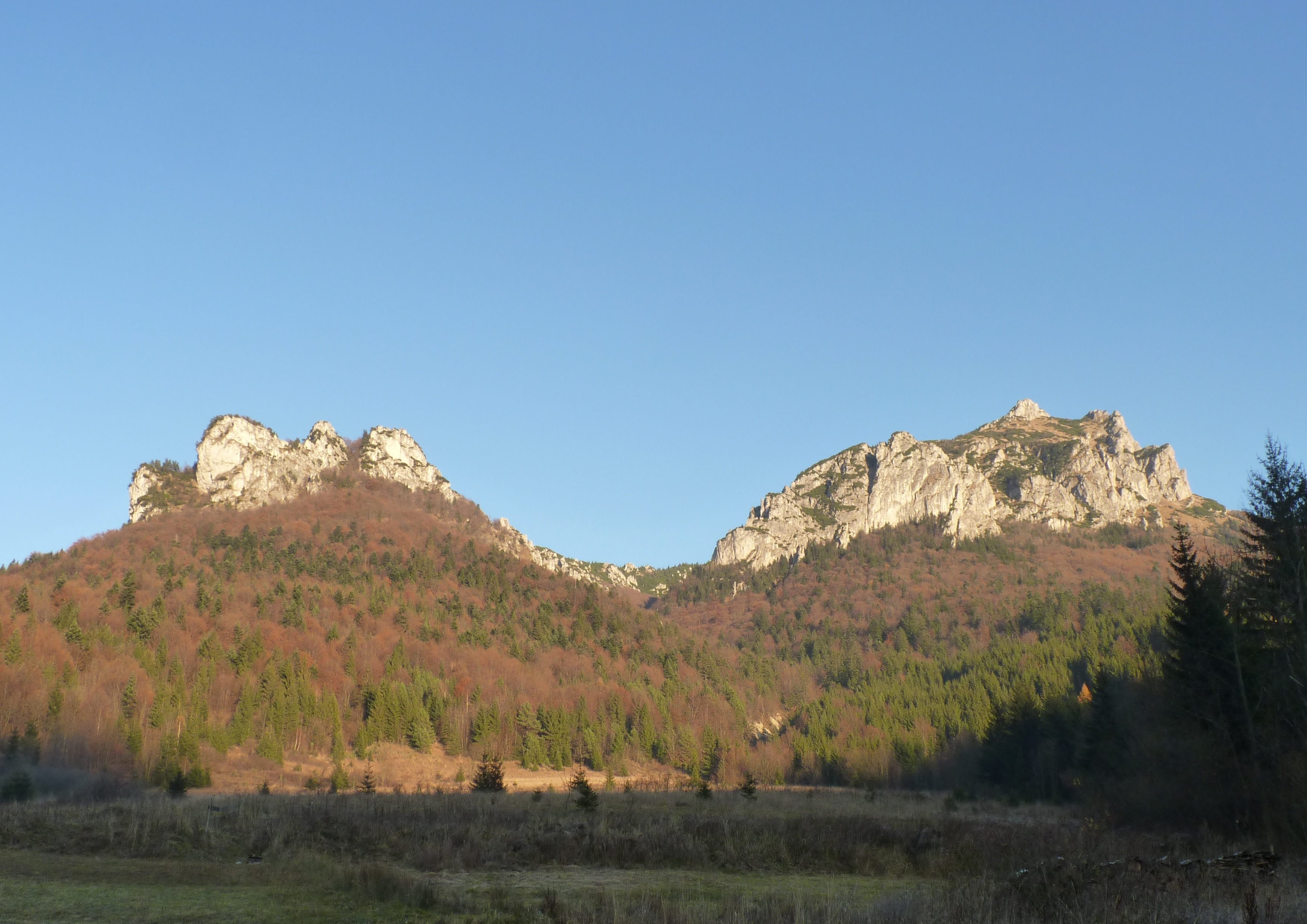
De Malý Rozsutec (links) en de Veľký Rozsutec (rechts).
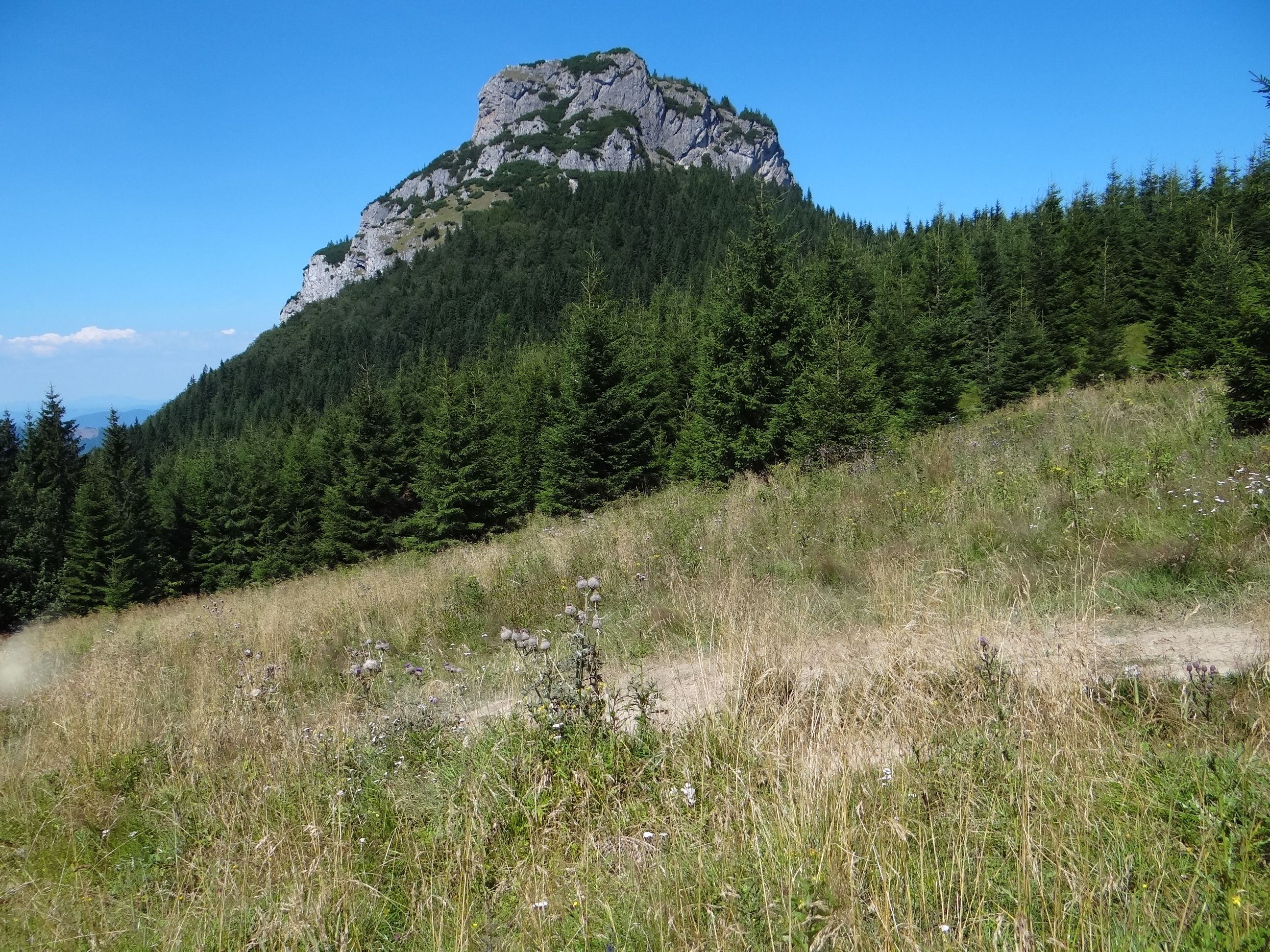
Uitzicht op de Malý Rozsutec.